# Litoria jervisiensis
Espèce
Synonymes
- Hyla jervisiensis Duméril & Bibron, 1841
- Hyla oculata Fitzinger, 1861 "1860"
- Hyla kreffti Günther, 1863

Statut de conservation UICN

 LC  : Préoccupation mineure
Litoria jervisiensis est une espèce d'amphibiens de la famille des Pelodryadidae.

## Répartition

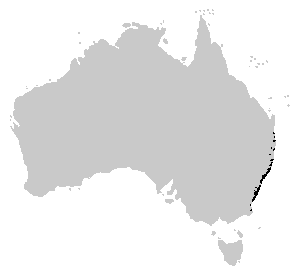
Distribution

Cette espèce est endémique de Nouvelle-Galles du Sud en Australie. Elle se rencontre dans la bande côtière ce qui représente 45 900 km2.

## Description
Les mâles mesurent de 29 à 37 mm et les femelles de 33 à 44 mm.

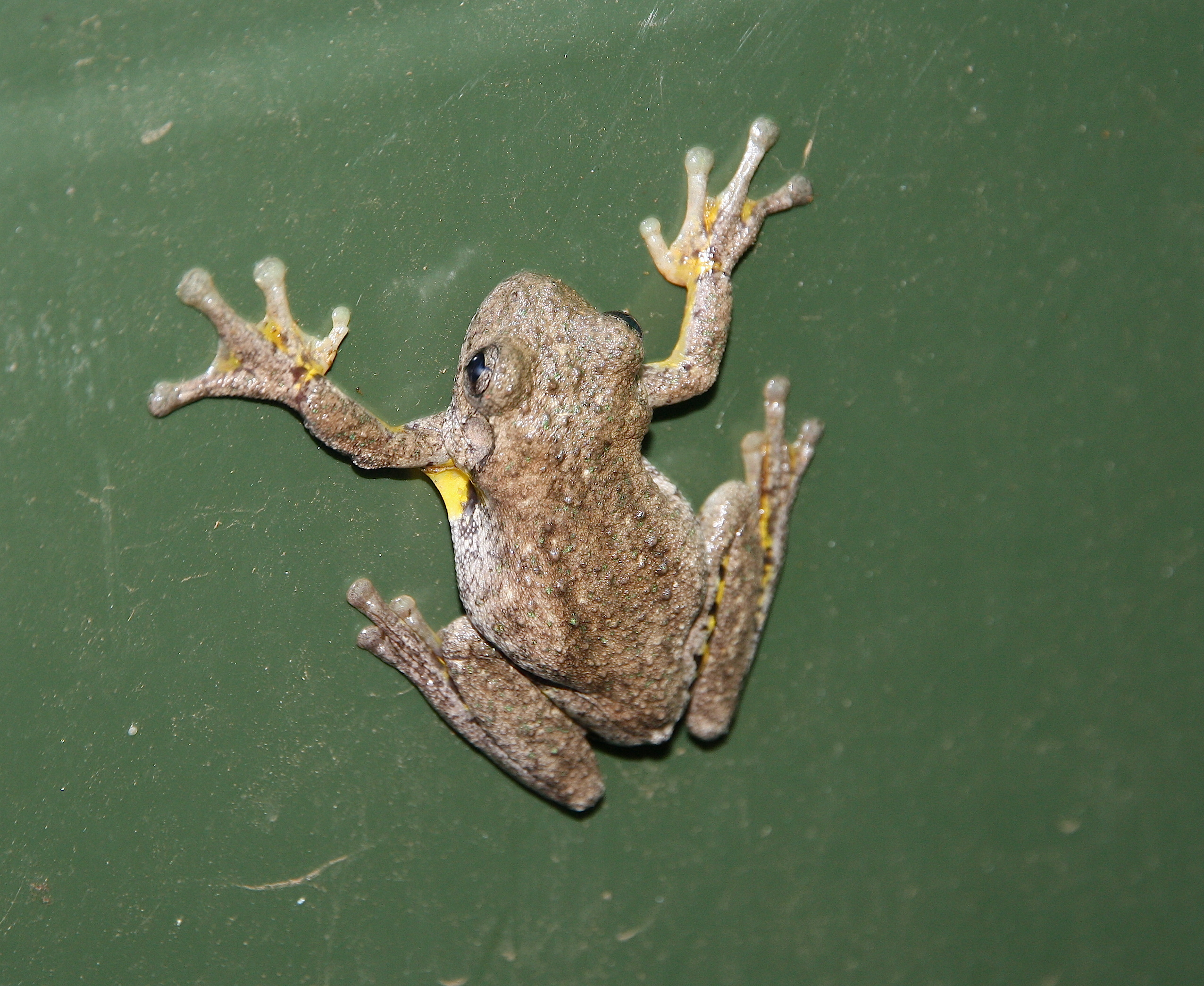
Litoria jervisiensis

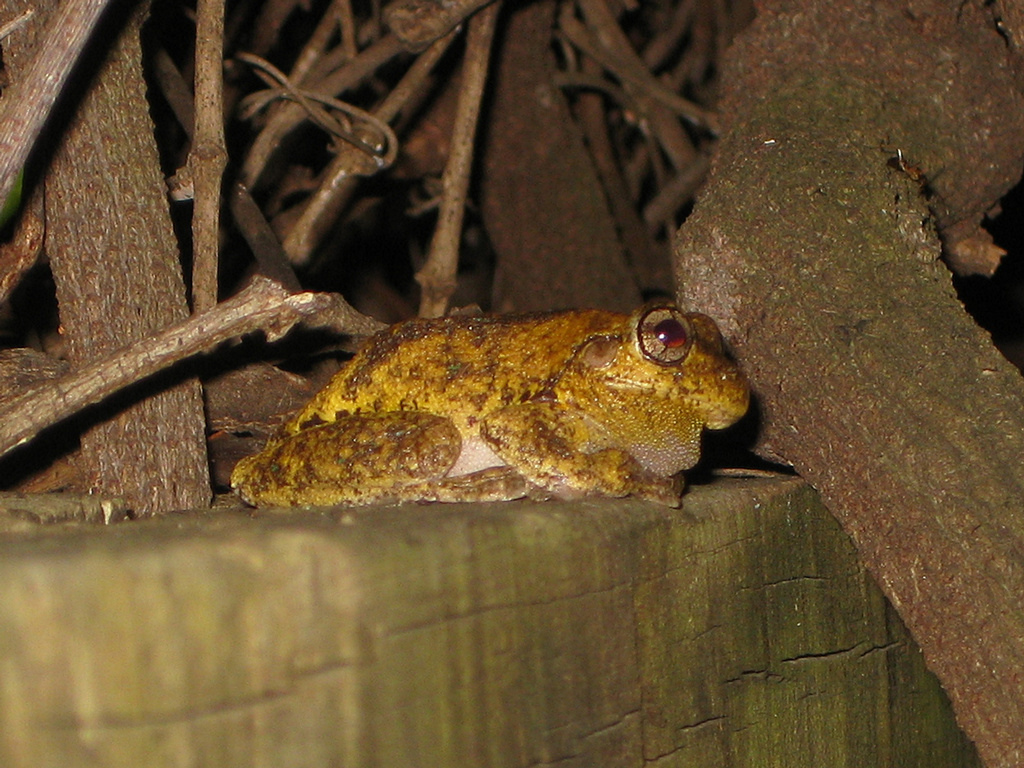
Litoria jervisiensis

Son dos est brun et présente deux larges bandes, plus ou moins distinctes selon les individus, allant des yeux jusqu'à l'anus.

## Étymologie
Son nom d'espèce, composé de jervis(i) et du suffixe latin -ensis, « qui vit dans, qui habite », lui a été donné en référence au lieu de sa découverte, la baie de Jervis à environ 125 km au sud de Sydney.

## Publication originale
- Duméril & Bibron, 1841 : Erpétologie générale ou Histoire naturelle complète des reptiles, vol. 8, p. 1-792 (texte intégral).